# Takifugu snyderi
Takifugu snyderi és una espècie de peix de la família dels tetraodòntids i de l'ordre dels tetraodontiformes.

## Morfologia
- Els mascles poden assolir 30 cm de longitud total.[5][6]

## Hàbitat
És un peix marí i de clima subtropical.

## Distribució geogràfica
Es troba a Àsia: el Japó, el Mar Groc i el Mar de la Xina Meridional.

## Observacions
Els seus ovaris i el fetge són extremadament tòxics, la pell i l'intestí molt tòxics i la carn innòcua o lleugerament tòxica, per la qual es considera que és verinós per als humans.